# Episodi di Malory Towers (seconda stagione)
La seconda stagione della serie televisiva anglo-canadese Malory Towers è composta da 13 episodi.
| nº | Titolo originale   | Titolo italiano          | Prima TV UK | Prima TV Italia |
| -- | ------------------ | ------------------------ | ----------- | --------------- |
| 1  | The Head of Form   | Il prefetto              |             |                 |
| 2  | The Dunce's Cap    | Il cappello del disonore |             |                 |
| 3  | The Stray          | Il randgio               |             |                 |
| 4  | The Auditions      | Le audizioni             |             |                 |
| 5  | The Caricatures    | Le caricature            |             |                 |
| 6  | The Runaway        | La fuga                  |             |                 |
| 7  | The Play           | La recita                |             |                 |
| 8  | The Measles        | Il morbillo              |             |                 |
| 9  | The Sneezing Trick | La polvere Starnutina    |             |                 |
| 10 | The School Trip    | La gita                  |             |                 |
| 11 | The Quiz           | Il quiz                  |             |                 |
| 12 | The Heroine        | L'eroina                 |             |                 |
| 13 | The Lost Treasure  | Il testo perduto         |             |                 |

## The Head of Form
- Titolo originale: The Head of Form
- Diretto da: Bruce McDonald
- Scritto da: Rachel Flowerday e Sasha Hails

## The Dunce's Cap
- Titolo originale: The Dunce's Cap
- Diretto da: Bruce McDonald
- Scritto da: Matt Evans

## The Stray
- Titolo originale: The Stray
- Diretto da: Bruce McDonald
- Scritto da: Rob Kinsman

## The Auditions
- Titolo originale: The Auditions
- Diretto da: Gary Williams
- Scritto da: Wally Jiagoo

## The Caricatures
- Titolo originale: The Caricatures
- Diretto da: Gary Williams
- Scritto da: Shazia Rashid

## The Runaway
- Titolo originale: The Runaway
- Diretto da: Gary Williams
- Scritto da: Julie Dixon

## The Play
- Titolo originale: The Play
- Diretto da: Gary Williams
- Scritto da: Rachel Flowerday e Sasha Hails

## The Measles
- Titolo originale: The Measles
- Diretto da: Bruce McDonald
- Scritto da: Matt Evans

## The Sneezing Trick
- Titolo originale: The Sneezing Trick
- Diretto da: Bruce McDonald
- Scritto da: Shazia Rashid

## The School Trip
- Titolo originale: The School Trip
- Diretto da: Bruce McDonald
- Scritto da: Julie Dixon

## The Quiz
- Titolo originale: The Quiz
- Diretto da: Gary Williams
- Scritto da: Rob Kinsman

## The Heroine
- Titolo originale: The Heroine
- Diretto da: Gary Williams
- Scritto da: Rachel Flowerday e Sasha Hails

## The Lost Treasure
- Titolo originale: The Lost Treasure
- Diretto da: Gary Williams
- Scritto da: Rachel Flowerday e Sasha Hails